# Vince Vaughn
Vincent Anthony Vaughn (pronunciado /vɔːn/) (Mineápolis, Minnesota, 28 de marzo de 1970), conocido profesionalmente como Vince Vaughn, es un actor, productor y guionista estadounidense, cuya carrera incluye trabajos en el cine y la televisión. Es reconocible por su gran presencia física, su tendencia a la improvisación y sus personajes sarcásticos, despreocupados y de habla rápida. Sus papeles cómicos lo llevaron a ser la estrella que mejor rentabilidad generaba a los estudios cinematográficos en 2008, a estar entre los cuarenta actores con mayores ingresos de Hollywood en 2011 y, hasta 2022, a estar entre los diez actores de comedia con mejores resultados en la taquilla estadounidense. Por su trabajo interpretativo, fue candidato a los Premios Saturn como mejor actor, y acreedor de un MTV Movie Award y dos Premios People's Choice.
Durante su niñez en Chicago presentó concursos de talentos y actuó en obras de teatro. Al cumplir dieciocho años de edad, se trasladó a Los Ángeles con el objetivo de convertirse en actor. Después de años en los que únicamente consiguió breves papeles en series de televisión, debutó en el cine con un papel secundario en Rudy (1993). Sin embargo, su trayectoria en la gran pantalla no tomó impulso hasta que interpretó a un aspirante a actor —inspirado en él mismo— en la comedia independiente de bajo presupuesto Swingers (1996), con Jon Favreau. Además de un papel en el taquillazo de ciencia ficción The Lost World: Jurassic Park (1997), su camino continuó en el cine independiente como protagonista de los dramas The Locusts (1997), A Cool, Dry Place (1998) y Return to Paradise (1998), la comedia negra Clay Pigeons (1998) y el remake del filme de terror homónimo Psicosis (1998), de Gus Van Sant. Seguidamente, asumió un rol en el thriller psicológico de culto The Cell (2000).
En la década siguiente, se reunió con Jon Favreau para coprotagonizar y coproducir la comedia de gánsteres Made (2001). A su vez, con participaciones en producciones como Old School (2003), Starsky & Hutch (2004) y cameos en Zoolander (2001) y Anchorman: The Legend of Ron Burgundy (2004), se afianzó en el cine cómico y la prensa lo introdujo dentro del grupo de actores conocido como «Frat Pack». Logró éxitos comerciales y de crítica también como protagonista en Dodgeball: A True Underdog Story (2004) y Wedding Crashers (2005). La última fue la quinta película más taquillera de 2005 en Estados Unidos y ayudó a consolidar su condición de actor rentable. Gracias a su actuación en esas cintas, algunas de ellas consideradas de culto, se volvió una figura importante del cine de comedia de los años 2000. Paralelamente, actuó como secundario en la comedia dramática independiente Thumbsucker (2005) e hizo cameos en la comedia Sr. y Sra. Smith (2005) y en la película de carretera Into the Wild (2007), dirigida por Sean Penn. Sus comedias como productor y protagonista, que incluyen The Break-Up (2006), Couples Retreat (2009) y The Internship (2013), obtuvieron resultados positivos en la taquilla.
Tras el traspié comercial de algunas de sus comedias, el actor diversificó su filmografía y se abrió paso hacia la televisión y otros géneros cinematográficos. En la televisión, se presentó como principal antagonista en la segunda temporada de la serie de televisión policíaca True Detective (2015), participó como invitado en la serie cómica Curb Your Enthusiasm (2020-2024) y protagonizó la comedia dramática criminal Bad Monkey (2024). En el cine, recibió elogios de la crítica especializada por interpretaciones como la del sargento Howell en la cinta bélica Hasta el último hombre (2016), dirigida por Mel Gibson, y la de Bradley Thomas, un mecánico desempleado empujado hacia una vida delictiva, en Brawl in Cell Block 99 (2017). Posteriormente, continuó realizando papeles dramáticos en filmes como Dragged Across Concrete (2018), Fighting with My Family (2019), Arkansas (2020) y North Hollywood (2021).

## Primeros años
Vaughn nació en Mineápolis (Minnesota) el 28 de marzo de 1970, y transcurrido un mes se trasladó a Buffalo Grove (Illinois) con sus padres Vernon Lindsay Vaughn y Sharon Eileen (cuyo apellido de soltera era DePalmo) y sus hermanas mayores Victoria y Valeri. Su padre, nacido en una granja en Brewster (Ohio) y criado en Zanesville, era vendedor para una empresa de juguetes, mientras que su madre era cosmetóloga, agente inmobiliaria y corredora de bolsa, nacida en Brantford (Canadá). Su familia paterna era originaria de Ohio y su padre fue el primero en abandonar el trabajo de granja. Previo a su bienestar financiero, Vaughn describió a su padre como un «campesino sureño redneck» que «sirvió en la marina» y que, ya estando a cargo de la familia, asistía a la universidad mientras trabajaba en un manicomio por la noche. Destacó que «se convirtió en un hombre triunfador gracias a sus propios esfuerzos e hizo mucho dinero» y que «estaba muy decidido a cambiar su vida». Recibió una educación protestante, por parte de su padre, y católica, por parte de su madre. Es de ascendencia irlandesa tanto por su lado paterno como materno; tiene una abuela irlandesa por un lado y un abuelo irlandés por el otro. Por vía paterna, su abuela era libanesa, específicamente de la cordillera del Líbano, y por vía materna, su abuelo era un inmigrante italiano de Nápoles. También tiene ascendencia inglesa, alemana, neerlandesa, escocesa y suiza.
| Cuando era joven decían que podía ser hiperactivo y distraído. Probablemente me medicarían si fuera hoy. Afortunadamente, mis padres dijeron que no a todo eso. A veces es como si le quitaras el espíritu a una persona cuando la medicas porque no encaja con lo que se espera. — Vaughn sobre sus dificultades de niño. |

A los ocho años de edad, como consecuencia de los logros económicos de su padre, la familia se trasladó a un próspero suburbio en Lake Forest (Illinois), primero a un apartamento y después a una casa. Como aficionados al cine, sus padres eran permisivos con respecto a la visualización de filmes en el hogar —donde solían recrear escenas—, y también lo llevaban al cine y al teatro, lo que estimuló su interés por la narración de historias. Entre las primeras cintas que vio estuvieron los westerns Shane, One-Eyed Jacks y The Wild Bunch. Comenzó a aparecer en obras de teatro comunitario de verano a la edad de siete u ocho años. De niño, a menudo faltaba a la escuela, donde no alcanzaba los resultados esperados y era señalado como un estudiante hiperactivo. Debido a sus problemas con la autoridad, la escuela lo redirigió a un psiquiatra que le prescribió Ritalin, un medicamento psicotónico, pero sus padres prefirieron enviarlo a clases de educación especial. Aunque durante cierto tiempo fue un adolescente conflictivo e, incluso, llegó a ser arrestado, «de ninguna manera iba a caer en el destructivo mundo de las drogas», aseguró. Sin bien padecía dislexia y un corto intervalo de atención, de acuerdo con él, esas desventajas en el aprendizaje le sirvieron como incentivo para esforzarse más y fortalecer una ética del trabajo.
Asistió a la escuela secundaria Lake Forest High School, en la que, en un principio, participó de algunas obras de teatro y presentó un programa de variedades, pero más tarde dejó de lado la actuación y centró su interés en los deportes. Aunque se refirió a sí mismo como «poco atlético» y «muy promedio» en los deportes, llegó a practicar lucha libre olímpica, fútbol americano, béisbol y waterpolo. En 1987, un accidente automovilístico le impidió continuar las prácticas deportivas. En retrospectiva, subrayó la importancia del deporte, en particular de la lucha libre olímpica, que, para él, significó un «curso de resiliencia y disciplina». Uno de sus empleos temporales de verano, con diecisiete años de edad, fue como vendedor en un call center. Hacia el final de su paso por la secundaria, actuó como protagonista en la obra musical A Chorus Line y fue coanfitrión de concursos de talentos. Esa experiencia frente al público lo motivó a asistir a clubes de comedia e incursionar en el stand-up. Fue ese mismo año cuando decidió dedicarse a la actuación inspirado en la capacidad para «vencer obstáculos» de su madre y convencido de que, trabajando duro, «todo era posible».
Todavía cursando la secundaria, sus padres no le permitían embarcarse en ninguna actividad profesional hasta que cumpliera la mayoría de edad. Para burlar la prohibición, en una ocasión falsificó una nota de autorización de sus padres con el fin de ausentarse del instituto y poder acompañar a un amigo a una audición. Se trataba de una película sobre educación sexual y problemas en la adolescencia; el director de casting le ofreció leer los diálogos de uno de los personajes y así consiguió su primer trabajo como actor. Durante un verano, asistió a un taller de interpretación, dirigido por el preparador de actores, David Darlow, que consistió en estudiar Shakespeare, cultivar el estilo Tadashi Suzuki de caminar y respirar, y perfeccionar técnicas de danza y voz. Posteriormente, comenzó a tomar clases de improvisación y completó un curso de seis semanas con los profesores Del Close y Charna Halpern, del teatro ImprovOlympic, donde empezó a actuar transcurridas dos semanas en la institución. Un par de meses más tarde, apareció en un anuncio publicitario de treinta segundos de Chevrolet transmitido en el Super Bowl. En sus comienzos, también interpretó el papel principal en la obra de teatro musical El rey y yo y durante algunos meses participó en espectáculos de micrófono abierto de comedia stand-up, pero él estaba más interesado en la actuación.

## Carrera

### Primeros trabajos en el cine y la televisión (1988-1996)
Apenas terminó la secundaria en 1988, con dieciocho años de edad, se mudó a Los Ángeles para dedicarse profesionalmente a la actuación. Recordó que al comienzo «nunca [pensó] que ganaría dinero» y que «al crecer en Illinois, no conocía a ningún actor», por lo tanto, se trasladó a Los Ángeles pensando que «allí es donde hacen las películas». Incentivado por el éxito que había tenído la campaña publicitaria de Chevrolet, consiguió representante rápidamente, aunque más tarde descubrió que abrirse paso en la industria «no era tan fácil». Inicialmente se mantuvo con el dinero que había obtenido con el anuncio, que, sumado a otros trabajos publicitarios, le dio una ganancia de unos sesenta mil dólares, al mismo tiempo que llevaba un estilo de vida austero y en ocasiones compartía con huéspedes su pequeño departamento de un dormitorio para obtener fondos adicionales. Para adquirir nuevas técnicas concurrió a algunas clases de actuación. Después de probar suerte en un casting para un breve papel en la telecomedia Who's the Boss?, hizo su debut como actor en televisión en la tercera temporada de la serie dramática de la era de Vietnam China Beach, estrenada en septiembre de 1989 por ABC. En noviembre del mismo año, apareció en un episodio de la serie policial 21 Jump Street (1989), con Johnny Depp. Posteriormente figuró en tres episodios de CBS Schoolbreak Special (1990-1991). En uno de esos episodios, titulado «Lies of the Heart», coincidió con Christopher Rydell (hijo del director Mark Rydell), quien le daría a Vaughn su primer trabajo en el cine, un breve papel de extra como un soldado en la comedia dramática musical For the Boys (1991).
El actor tenía por costumbre negarse a la diversión en caso de no ser llamado después de una audición y tampoco se tomaba días de vacaciones. Recordó que esa etapa de su carrera «ciertamente no fue glamorosa» y que esos años fueron momentos «de no conseguir lo que quieres, de que no te devuelvan la llamada, de no sentirte deseable como actor». Apareció en un episodio de la serie Doogie Howser, M.D. (1992) y asistió al casting de Dazed and Confused (1993), pero el director, Richard Linklater, lo descartó por considerar que se asemejaba físicamente a Ben Affleck, quien ya había sido confirmado como parte del elenco, y seleccionó a Cole Hauser en su lugar. Tampoco tuvo suerte en el casting para el papel de Joey Tribbiani en la comedia de situación Friends. Por otro lado, obtuvo un papel en la película biográfica deportiva Rudy (1993). Además de que su personaje recibió menos minutos de los previstos en el final cut, utilizó un casco de fútbol americano en la mayoría de sus escenas. «Llamé a mis padres y tuve que decirles que buscaran el número 44», recordó. No obstante, su participación en Rudy iba a contribuir al desarrollo posterior de su carrera, ya que durante la filmación entabló amistad con Jon Favreau, quien también era un actor debutante. Pese a que ya contaba con experiencia en el cine y la televisión, aún continuó teniendo dificultades para conseguir nuevos proyectos, y permaneció inactivo un año y medio antes de su siguiente trabajo. La cadena de televisión The WB lo eligió para interpretar un papel en una nueva producción de 77 Sunset Strip, pero el proyecto nunca llegó a emitirse. El estudio detrás de la producción de Scream (1996) lo consideró para uno de los papeles, pero se encontraba demasiado enfermo y no pudo asistir al casting.
La cinta que catapultó su carrera en la gran pantalla fue la comedia dramática independiente Swingers, escrita por Favreau en dos semanas a partir de una sugerencia de Vaughn. Originalmente, los realizadores tuvieron dificultades para conseguir los fondos suficientes para la producción y durante ese proceso algunos financistas propusieron a Johnny Depp en lugar de Vaughn o cambiarlo por un personaje femenino. A su vez, el director Doug Liman quería que el personaje de Vaughn, Trent Walker, fuese romántico, pero el actor se negó. Finalmente, Liman consiguió financiar la cinta con un presupuesto de entre doscientos mil y doscientos cincuenta mil dólares. Vaughn interpretó a un aspirante a actor —un personaje inspirado en él mismo—, y su padre, Vernon, intervino en un cameo. Swingers se estrenó en julio de 1996 y multiplicó por veinte en taquilla lo que había costado su producción, con un éxito aún mayor en su distribución en video. En una reseña para Entertainment Weekly, Owen Gleiberman predijo que Vaughn, en un papel «espeluznante, cool y sexy» que le recordaba al «joven Christopher Walken», iba a ser una «estrella de cine muy grande». Sucesivamente, algunas de las frases del filme pasaron a formar parte de la lengua vernácula estadounidense y pasó a considerarse una película de culto. Más adelante, Vaughn y Favreau coincidirían —como agente de la policía y criminal, respectivamente— en la comedia dramática de humor negro El muerto es un vivo (1996), ambientada en un diner neoyorquino.

### Papeles dramáticos (1997-2000)
| Tengo mucho respeto por el Sr. Hitchcock. Soy un fan. Y creo que el Sr. Perkins es genial, ciertamente no estoy compitiendo con él. Pero pienso que todas las películas son algo para agarrar, tocar y oler, no algo para ser venerado, como reliquias religiosas. Obviamente, Gus y yo somos fanáticos de Psicosis; simplemente estamos tratando de decir: «Oye, esta es una gran película y queremos celebrarla y explorarla». Si alguien dentro de veinte años quiere hacer una nueva versión Swingers, me sentiré halagado. — Vaughn sobre el remake de Psicosis. |

La trascendencia de Swingers le dio la oportunidad de continuar protagonizando comedias, pero el actor prefirió tomar una ruta diferente porque no quería ser encasillado en esa categoría y, en cierta medida, porque no se sentía atraído por el material que se le ofrecía. Con algunas de sus sucesivas elecciones, «diferentes» a lo que se esperaba de él, intentó desafiarse a sí mismo y crecer como actor. Swingers llamó la atención del director Steven Spielberg, quien, sin hacer ninguna prueba de casting, lo seleccionó para interpretar al documentalista y ambientalista Nick Van Owen en la secuela de Jurassic Park (1993), The Lost World: Jurassic Park (1997), una producción de setenta y tres millones de dólares. Su habilidad para interpretar personajes de carácter impresionó a Spielberg. Asimismo, protagonizó el drama independiente The Locusts (1997) como un trotamundos con un pasado misterioso que llega a un pequeño pueblo en busca de empleo. El crítico Stephen Holden, de The New York Times, escribió que «Vaughn es físicamente la viva imagen del joven Paul Newman, pero carece de la autoridad vocal de su prototipo».
Pese a que apreció la experiencia de trabajar con Spielberg, no quiso continuar haciendo producciones de grandes estudios y decidió enfocar su trayectora en el cine independiente. Al año siguiente, protagonizó el drama A Cool, Dry Place (1998), donde interpretó a un abogado y padre soltero que lucha con las responsabilidades de la paternidad. Simultáneamente, protagonizó el thriller dramático Return to Paradise (1998), con Anne Heche y Joaquin Phoenix. Aunque el filme no resultó lucrativo en taquilla, fue bien recibido por la crítica. En una reseña, Janet Maslin afirmó que «Vaughn proyecta un profundo escepticismo y frialdad que le da a la historia su suspenso»; y Owen Gleiberman, de Entertainment Weekly, dijo que «mostró las cualidades de una gran estrella de la pantalla» y llegó a compararlo con Marlon Brando. Volvió a coincidir con Phoenix en Clay Pigeons (1998), una comedia negra independiente cuya trama presenta a un empleado de una estación de servicio que se hace amigo de un misterioso vaquero asesino en serie interpretado por Vaughn. El actor comentó que su personaje «ve su vida como una extraña película western, con él mismo como héroe. Cree que es una persona cuerda en un mundo demente». Refiriéndose a Vaughn y Phoenix, Stephen Farber escribió para The New York Times: «Es tentador posicionarlos como sucesores de la generación X de Paul Newman y Robert Redford».
Pocos meses más tarde se estrenó Psicosis (1998), un remake de la cinta clásica del mismo nombre. Para hacer del protagonista Norman Bates, otro personaje mentalmente inestable, el director Gus Van Sant seleccionó a Vaughn en parte basándose en parte en su apariencia física y por tratarse de una persona que le resultaba «misteriosa» y un actor que iba «en contra del perfil» que se esperaba para el rol. Por su parte, el actor aceptó la propuesta principalmente por tener la posibilidad de trabajar bajo la dirección de Van Sant. «Gus podría decir: "Hagamos un remake de Espartaco" y yo lo haría», explicó. Para esta interpretación, Vaughn perdió veinticinco libras y se requirió que emulara cada toma y movimiento del actor original, un procedimiento contrario a su estilo basado en la improvisación. Con respecto a su labor interpretativa, dijo que fue una de sus experiencias más «extrañas, [...] gratificantes y esclarecedoras». La versión de Van Sant no tuvo un buen recibimiento ni comercial ni por parte de la crítica, y Roger Ebert opinó que Vaughn estuvo mal seleccionado para el papel y fue incapaz de capturar el «tipo secreto de locura» en Norman Bates. En cambio, Joseph Stefano, guionista tanto del filme original como de la versión de Van Sant, consideró positivamente el trabajo de Vaughn como Norman Bates. A pesar de las respuestas poco entusiastas, el actor defendió la idea de explorar y reinterpretar Psicosis.
Esa sucesión de personajes causó que se lo categorizara como un intérprete de individuos descontentos o asesinos. Paralelamente, en 1998 prestó su voz a Loki en un episodio de la serie de televisión animada Hércules, se interpretó a sí mismo en un episodio de la serie de comedia The Larry Sanders Show y fue anfitrión de Saturday Night Live. Atraído por el estilo del director Tarsem Singh, se hizo nuevamente presente en la gran pantalla como un agente del FBI en busca de un asesino serial en el taquillero thriller psicológico de ciencia ficción The Cell (2000), con Jennifer Lopez y Vincent D'Onofrio. Se realizaron cortes al metraje original para evitar la calificación PG (solamente adultos) y en última instancia se le asignó una calificación R. The Cell llegó al número uno en la taquilla estadounidense, pero obtuvo comentarios variados de los críticos. A la vez, protagonizó el drama independiente The Prime Gig (2000) como Pendleton «Penny» Wise, un destacado telemarketer estafador.

### Éxito masivo en el cine de comedia (2001-2006)
Tras el éxito de Swingers en 1996, se reunió con Jon Favreau para coproducir y coprotagonizar la comedia negra criminal Made (2001), sobre dos boxeadores amateur (Favreau y Vaughn) que se introducen en el mundo del crimen organizado. Made fue el debut de Favreau como director, quien también escribió el guion tratando de mantener la misma química entre ambos protagonistas que en Swingers, sin ser una secuela; Vaughn colaboró en la escritura. «Trabajar con estas otras personas fue tan frustrante que fue gratificante volver y trabajar con alguien como Favs, que tiene gustos tan similares y una forma de trabajar tan salvaje y sin reglas», declaró el actor. La relación entre los dos protagonistas de Made atrajo los elogios de varios críticos de cine, entre ellos Jonathan Foreman de New York Post, Owen Gleiberman de Entertainment Weekly y Mick LaSalle de San Francisco Chronicle, quien incluso la consideró una película «más divertida y mejor» que Swingers. Su primera participación como integrante del grupo de actores cómicos conocido como «Frat Pack» fue con un cameo sin diálogos en Zoolander (2001), dirigida y protagonizada por Ben Stiller. Al mismo tiempo, bajo la dirección de Harold Becker, hizo el papel antagónico en el thriller psicológico Domestic Disturbance (2001), con John Travolta. Mientras que algunos medios recibieron positivamente el desempeño de Vaughn, otros lo consideraron inadecuado para el papel, y el filme en general fue reseñado negativamente.

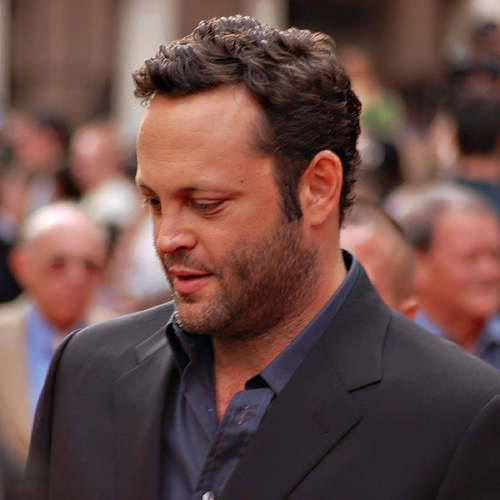
Vaughn durante el estreno en Londres de The Break-Up, en 2006.

Impresionado por sus actuaciones en Swingers y Made, Todd Phillips escribió un personaje para Vaughn en su siguiente cinta como director, la comedia Old School (2003). Sin embargo, los directores del estudio no lo querían por considerarlo en ese entonces un «actor dramático de películas menores». Phillips insistió con su elección e incluso les sugirió que miraran la presentación del actor en el programa de medianoche Late Show with David Letterman para verificar que era capaz de ser gracioso. Old School, sobre un grupo de hombres de treinta y tantos años que busca revivir sus días universitarios formando una fraternidad, impulsó el término «Frat Pack» y orientó la carrera de Vaughn hacia otros papeles cómicos. Más tarde, los realizadores escribieron el guion para una secuela, pero los actores declinaron la oferta. En 2003, debido a la baja por enfermedad de David Letterman, Vaughn ocupó su lugar como conductor del Late Show durante un mes y provocó que el Chicago Sun-Times asegurara que «debería tener su propio programa de entrevistas».
Al año siguiente, interpretó al capo de la droga judío Reese Feldman en la taquillera comedia de acción Starsky & Hutch (2004), de Todd Phillips, protagonizada por Ben Stiller y Owen Wilson. Antes de que Wilson se quedara con el personaje, Vaughn había sido tenido en cuenta para el papel de Hutch. A fin de mantener su personaje de villano dentro de los límites de la comedia, pero sin perder el realismo y la tensión, el actor buscó el equilibrio entre el humor y la seriedad. Seguidamente coprotagonizó Dodgeball: A True Underdog Story (2004), con Stiller, cinta que inesperadamente debutó en el número uno de la taquilla estadounidense y logró grandes recaudaciones, sobre el incompetente propietario de un gimnasio (Vaughn) que intenta salvar a su club de la ejecución hipotecaria ingresando a un equipo en el campeonato mundial de balón prisionero en Las Vegas. Peter Bradshaw, del periódico The Guardian, opinó que ninguno de los dos actores protagonistas «ha hecho nada tan simple, sin pretensiones e inquebrantablemente divertido como esta comedia superlativa sobre el arcano juego de patio de escuela dodgeball». Sus compañeros destacaron su facilidad para el humor y la improvisación dentro y fuera del set, incluida Christine Taylor, quien dijo que trabajar con él fue una «lección magistral». En 2004, apareció en un cameo como el presentador de noticias antagonista Wes Mantooth en Anchorman: The Legend of Ron Burgundy.
En 2005, llegó a los cines la comedia dramática independiente Thumbsucker, de la que eligió formar parte al sentirse identificado con las dificultades de aprendizaje del protagonista (Lou Taylor Pucci). También formó parte del reparto encabezado por John Travolta en la comedia criminal y parodia del negocio de la música Be Cool, donde interpretó a «Raji» Lowenthal, un representante musical judío que imita la jerga afroestadounidense. La cinta recibió críticas mayoritariamente negativas, aunque algunas de ellas apreciaron el trabajo de Vaughn, en especial su interacción en pantalla con Dwayne Johnson, que interpretaba a un guardaespaldas homosexual. Ese año el director de Swingers, Doug Liman, le ofreció hacer un cameo y escribir sus escenas en la comedia de acción Sr. y Sra. Smith, protagonizada por Brad Pitt y Angelina Jolie, cuya recaudación mundial superó los 487 millones de dólares. Pitt y Jolie acapararon la pantalla, pero la crítica especializada resaltó el aporte cómico del personaje secundario de Vaughn, un asesino a sueldo divorciado que vive con su madre. Ann Hornaday, de The Washington Post, y Peter Travers, de Rolling Stone, opinaron que la intervención del actor fue el único componente gracioso de Sr. y Sra. Smith.

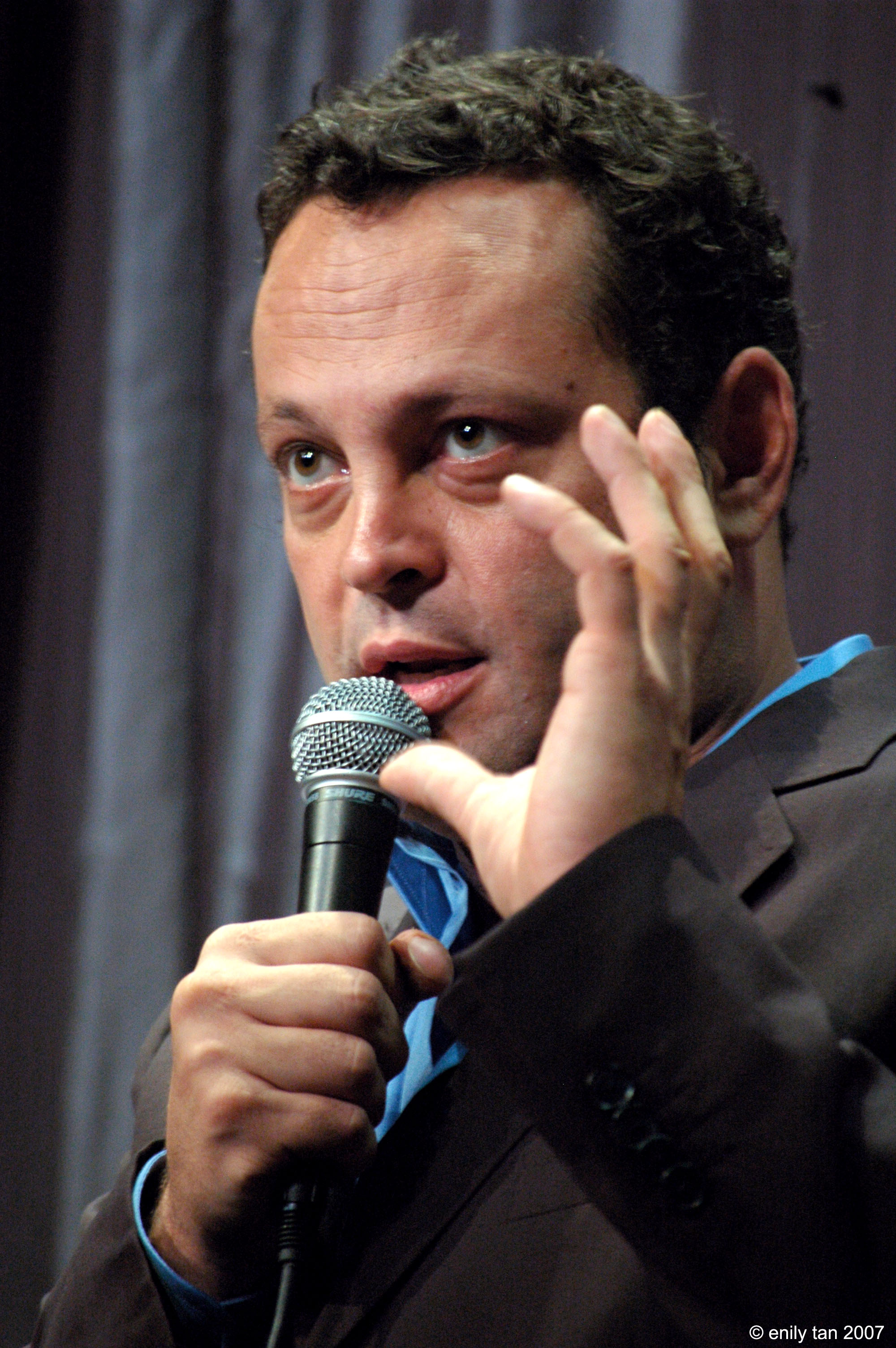
Vaughn en el Festival CMJ 2007.

Además de dicha seguidilla de roles secundarios, protagonizó Wedding Crashers, con Owen Wilson. El director David Dobkin imaginó a Wilson y Vaughn como el dúo Abbott y Costello y los seleccionó para protagonizar el proyecto —antes, había tenido la idea de incluirlos en I Now Pronounce You Chuck & Larry, pero la abandonó—. Los actores, «líderes del “Frat Pack”», interpretaron a dos abogados especializados en divorcios que se cuelan sin invitación a bodas en un intento de conocer y seducir mujeres. «Aprendí a una edad temprana que si entras como si pertenecieras a algún lugar, nadie te dice nada», dijo Vaughn. Ambos protagonistas examinaron el guion y trabajaron en conjunto realizando modificaciones con el director y los guionistas. Además, parte del material fue añadido a partir de improvisaciones realizadas en los ensayos. La actriz Jane Seymour indicó que Wilson y Vaughn se encontraban «en su mejor momento» y los describió como «dos comediantes completamente diferentes jugando el uno con el otro brillantemente».
Wedding Crashers tuvo un éxito inesperado en la taquilla, recaudó más de 288 millones de dólares en todo el mundo y se transformó en la quinta película más taquillera de 2005 en Estados Unidos. Los Angeles Times elogió la actuación de Vaughn y afirmó que su personaje era «el alma de la película» y comparó su presencia con la de Bill Murray en Caddyshack. La revista Empire destacó la química en pantalla de los dos actores principales, en tanto que Andrew Sarris escribió para The New York Observer que se trataba del mejor dúo cómico desde el apogeo de Paul Newman y Robert Redford. GQ nombró a Vaguhn «el hombre más divertido y atractivo de Hollywood» del año. La película encabezó las nominaciones a los MTV Movie Awards 2006 y Vaughn compartió con Wilson el premio al mejor equipo en pantalla. El trabajo del dúo también fue premiado en los Premios People's Choice. Algunos medios señalaron que el éxito de Wedding Crashers ayudó a afianzar su condición de actor rentable y —con el resto de las comedias que realizó en esos últimos años— lo colocó en el centro del grupo de actores cómicos de Hollywood. Más adelante iba a ser señalado como en una figura fundamental del cine cómico del siglo XXI.
| Recuerdo que, como actor, sentí: «Ese es el final, ya terminé con estas comedias y después de esto voy a pasar a otras cosas». En realidad diseñé The Break-Up para pasar en pantalla de la comedia al drama, en lugar de directamente hacer un drama. Después de eso, no tenía un plan. — Vaughn sobre The Break-Up como punto de inflexión en su carrera. |

Vaughn, reflexionando sobre los vaivenes de su carrera, explicó que, tras haber participado de películas más oscuras como Return to Paradise (1998), los estudios no lo consideraban un actor cómico, pero más tarde, las ofertas que recibía eran únicamente para comedias. Su siguiente trabajo fue la comedia romántica The Break-Up (2006), coprotagonizada con Jennifer Aniston, que narra la convivencia de una pareja que comparte el apartamento aun después de que la relación termina. Vaughn se desempeñó como productor y desarrolló la trama a partir de la experiencia real de parejas que continuaban juntas para ahorrar dinero en el alquiler de su vivienda. Mientras trabajaba en el guion, tuvo en mente a Aniston como protagonista femenina por su capacidad para la comedia. La película fue descrita por algunos medios como una «anticomedia romántica». El crítico Joel Siegel escribió en una reseña poco entusiasta para ABC News que The Break-Up es «una película que cambia las reglas de la comedia romántica», y agregó: «Pero la comedia se convierte en drama. Está bien hecha, [a base de] material de calidad teatral. Aun así, cuando ves una película sobre rupturas, esperas algo como Sr. y Sra. Smith». El filme recaudó un total de 205 millones de dólares en la taquilla y el sueldo del actor alcanzó los doce millones de dólares, una suma sin precedentes en su carrera. The Break-Up fue producida por Wild West Production, compañía fundada por el propio Vaughn en 2005.

### Altibajos como actor y productor (2007-2013)
Interrumpió la sucesión de comedias para aparecer como un lugareño de Carthage, Dakota del Sur, en Into the Wild (2007), antes de protagonizar y producir las comedias de temática navideña Fred Claus (2007), dirigida por David Dobkin y coprotagonizada por Paul Giamatti; y Four Christmases (2008), con Reese Witherspoon. Aunque ambas fueron recibidas de manera poco entusiasta por parte de los críticos, tuvieron el apoyo del público en la taquilla, con recaudaciones de 97 millones de dólares para Fred Claus y de 163 millones para Four Christmases. The Hollywood Reporter calificó a la última como «una de las películas navideñas más tristes de la historia» y, siguiendo la misma línea, Variety la describió como «extrañamente misántropa, ocasionalmente divertida pero completamente triste»; aunque la reseña de Associated Press también fue negativa, rescató la actuación de Vaughn y comentó que por momentos «hace que la película sea tolerable». A continuación produjo y coescribió con Jon Favreau el guion de la comedia romántica Couples Retreat (2009), que también protagonizó acompañado de un reparto coral que incluyó a Favreau, Malin Åkerman, Jason Bateman y Jean Reno. El filme recibió críticas negativas en su mayoría, sin embargo, Roger Ebert resaltó como positivo los «diálogos oportunos e inteligentes» de Vaughn. Couples Retreat tuvo un buen recibimiento en la taquilla y ocupó el primer lugar en venta de entradas en su primer fin de semana en cartel; su paso por las salas de cine de todo el mundo dejó una recaudación de más de 171 millones de dólares.
Según un artículo de la revista Forbes publicado en 2008, Vaughn era la estrella que mayor rentabilidad generaba a los estudios cinematográficos, encabezando la lista por sobre Tobey Maguire y Julia Roberts. Sus películas recaudaron 14,73 dólares por cada dólar que le pagaron. De acuerdo con Forbes, esto se explica porque «hasta hace poco su salario era relativamente bajo» y actuó en películas de presupuestos moderados —como Wedding Crashers y The Break-Up— que recaudaron grandes sumas en la taquilla. No obstante, la racha de resultados comerciales positivos se detuvo en sus siguientes trabajos. El primero de ellos fue como coproductor y coprotagonista de la comedia de humor negro The Dilemma (2011), dirigida por Ron Howard. La reseña de The Austin Chronicle se refirió a la carrera del actor como «en ruinas», pero agregó que «Vaughn lo logra, y su actuación bien matizada de hombre de a pie es asistida por la siempre excelente [Jennifer] Connelly y una excelente participación de [Kevin] James». Las recaudaciones en la taquilla fueron bajas en comparación a sus cintas anteriores, como Four Christmases y Couples Retreat, que en la misma cantidad de tiempo en las salas habían recaudado casi el doble que The Dilemma. Con una ganancia neta estimada en unos 18,5 millones de dólares por su trabajo en The Dilemma, el actor escaló al puesto veintisiete de la lista Top 40 de las celebridades de Hollywood con más ingresos de 2011.

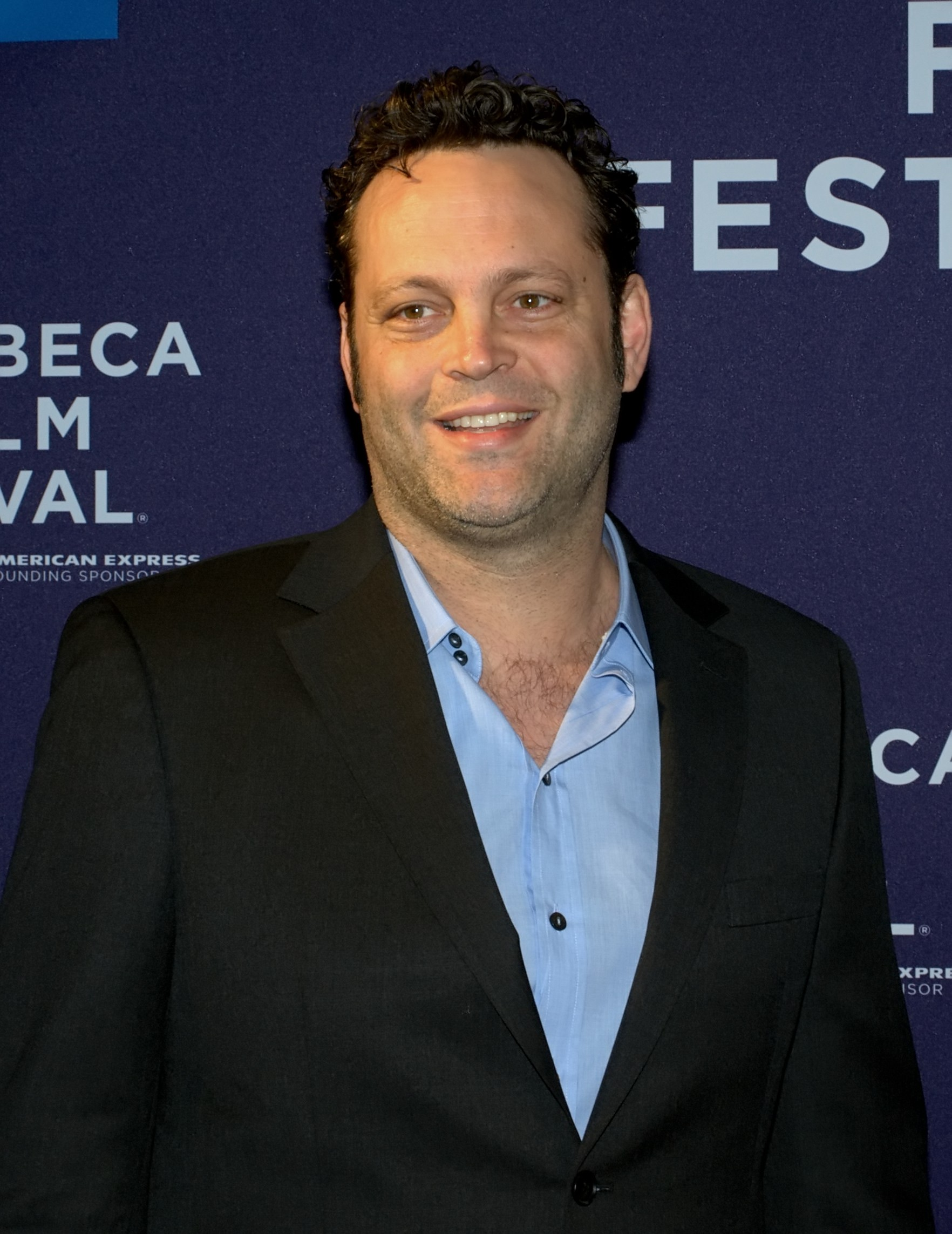
Vaughn en el Festival de Cine de Tribeca en 2010.

Sus siguientes películas cómicas, estrenadas en 2012, fueron nuevamente fracasos de taquilla: The Watch, con Ben Stiller, denostada por la revista Time como una «pifia imposible de ver»; y Lay the Favorite, protagonizada por Bruce Willis, bajo la dirección de Stephen Frears. Paralelamente, coprodujo el programa de concursos y reality show Pursuit of the Truth, con el comentarista político Glenn Beck. Al año siguiente, retomó su trabajo como productor y guionista en The Internship, comedia que contó con Vaughn y Owen Wilson como dos vendedores recientemente despedidos que intentan competir por un trabajo en Google con aspirantes mucho más jóvenes y técnicamente más capacitados. Con un presupuesto de 58 millones de dólares, el filme recaudó un total de 93,5 millones. The Internship no logró convencer a los críticos, que la recibieron de manera tibia. USA Today advirtió que «si bien Vaughn y Wilson estuvieron graciosísimos en Wedding Crashers de 2005, aquellos que esperan que se trate de Google Crashers tendrán una desagradable sorpresa». Algunas reseñas tuvieron palabras positivas hacia los protagonistas; para el Chicago Reader «no es Wedding Crashers», pero los actores aún son «un dúo agradable» y para Empire «el dúo redescubre un poco de su antigua magia». En un principio, The Internship se iba a tratar de una película de clasificación R («restringida»), pero el estudio forzó su contenido para lograr una clasificación PG-13 y así abarcar una mayor cantidad de público. Este cambio se dio en un contexto en el cual Hollywood estaba retirando su apoyo a las comedias de clasificación R orientadas al público masculino.
A continuación, hizo el papel secundario de Alan, un agente literario, en la comedia romántica A Case of You, y repitió el papel de Wes Mantooth en un cameo en Anchorman 2: The Legend Continues, ambas estrenadas en 2013. El mismo año llegó al cine Delivery Man, protagonizada por Vaughn como un hombre que se encuentra en la inusual situación de ser el padre de 533 niños debido a un error administrativo en una clínica de fertilidad. La crítica cinematográfica constató diferencias entre Delivery Man y anteriores comedias de Vaughn; el sitio web Deadline observó que se trataba de un «cambio de ritmo» en la carrera del actor y que podría conducirlo a conseguir candidaturas en la temporada de galardones. En la misma sintonía, Variety escribió: «Delivery Man no se parece en nada a una película típica de Vince Vaughn, sino más bien a una sincera celebración del acto de paternidad presentado en circunstancias radicalmente exageradas»; y The Hollywood Reporter celebró «ver a Vaughn salir de su zona de confort de hablar rápido» y atreverse con un registro más pausado. Por otro lado, la reseña de Complex aseguró que «Delivery Man es la película más esquizofrénica de Vince Vaughn jamás realizada. Y no le queda bien». Además, criticó las decisiones profesionales del actor por escoger «una tras otra comedias idiotas y sin gracia», en lugar de afrontar «proyectos del calibre de Into the Wild».
Hacia finales de 2013, comenzó a filmar otra película con el director de Delivery Man, Ken Scott. En octubre del año siguiente, los actores aún continuaban rodando algunas escenas. La película, titulada Unfinished Business, llegó a la gran pantalla a principios de 2015 y cosechó resultados negativos por parte de la crítica y los espectadores. Con una recaudación de cinco millones de dólares en su primer fin de semana, fue el estreno más discreto en la carrera reciente de Vaughn como protagonista. El periódico New York Daily News catalogó Unfinished Business como «otra mancha en el currículum» del actor y The Guardian afirmó que se trató del «mayor fracaso de su carrera hasta el momento, con críticas tóxicas y el desinterés del público». Victoria Luxford, de The Guardian, percibió el declive de sus últimas comedias como una oportunidad que tenía el actor para darle un nuevo rumbo a su carrera. Hacia 2017, sus películas como actor habían recaudado 1,7 billones de dólares en la taquilla, y hasta 2022 ocupaba el puesto número diez de los actores de comedia más taquilleros de Estados Unidos, con una recaudación total de 966 453 807 dólares.

### Giro hacia la televisión y otros géneros cinematográficos (2015-2023)
| En la década de 1990 pasamos por una serie de películas independientes que captaron la atención de la crítica y de cierto tipo de público. Esas películas eran atrevidas, poco convencionales y arriesgadas y tenían personajes adultos completamente desarrollados. Ya no puedes hacer eso tan fácilmente en una película de un gran estudio. Si no puedes convertir algo en una franquicia que consiga que la gente ocupe asientos ese primer fin de semana, probablemente no conseguirás hacer tu película. Los estudios son grandes corporaciones y cada trimestre tienen que mostrar a sus accionistas lo bien que les está yendo. Cuando el dinero es lo que te impulsa, es mucho más fácil si puedes decir: «Tenemos esta tercera secuela que se estrena ahora y la quinta secuela el próximo mes y la novena secuela de algo más que llegará este verano». — Vaughn en 2015, sobre el cambio en la industria del cine. |

Tras el fallo de sus últimas comedias en el cine, en marzo de 2015 cambió la agencia CAA para pasar a ser cliente de WME. A mediados de 2015, reapareció en la pantalla chica como el criminal y emprendedor Frank Semyon en la segunda temporada de la serie dramática True Detective, con Colin Farrell y Rachel McAdams. El creador de la serie, Nic Pizzolatto, comentó que se sintió atraído por la naturalidad de Vaughn y su capacidad para transmitir emociones contradictorias. La segunda temporada no logró colmar las expectativas creadas por la exitosa primera temporada y recibió críticas irregulares. El actor manifestó que estaba «cansado» de hacer comedias y declaró: «Siento que me estoy moviendo hacia una parte más adulta de mi carrera», y en otra ocasión dijo que el cambio hacia papeles más dramáticos no era una decisión consciente. Varios medios informativos vaticinaron un «renacimiento» de su carrera como actor, empleando el término «Vaughnaissance», un juego verbal con su apellido.
Volvió al cine para actuar y producir el drama de acción Term Life (2016), dirigido por Peter Billingsley, que tuvo un estreno limitado y fue distribuido bajo demanda. También formó parte del reparto de la cinta bélica dirigida por Mel Gibson Hasta el último hombre (2016), donde utilizó su experiencia en la improvisación para interpretar al sargento Howell. Hasta el último hombre fue elegida por el National Board of Review y el American Film Institute como una de las diez mejores películas del año y recibió numerosos premios y nominaciones. Peter Sobczynski, de RogerEbert.com, opinó: «Al igual que la película en su conjunto, el trabajo de Vaughn es fuerte, inteligente y logra evitar la mayoría de los clichés habituales de las películas de guerra. El resultado es una de las mejores actuaciones que ha dado hasta la fecha». USA Today afirmó que el actor es «una revelación, que combina el ingenio mordaz de sus mejores papeles de comedia con un toque de tipo duro y una emoción impresionante». El director se refirió a la selección del actor conocido por sus papeles cómicos: «La gente dice: "Es interesante, nunca lo hubiera pensado". Pero yo pensé que [Vaughn] era perfecto desde el primer momento».
En septiembre de 2017 se estrenó en el Festival Internacional de Cine de Venecia el filme carcelario Brawl in Cell Block 99, que cambina elementos de acción, suspenso y neo-noir, con Vaughn como protagonista, en un papel «revelador» según The New York Times. «Mi mente cambió un poco» declaró el actor acerca de la elección de sus últimos trabajos. «Empecé a pensar que quería hacer cosas diferentes». El director y guionista de la cinta, S. Craig Zahler, quería lograr un resultado «único» y «un personaje que nunca hemos visto antes», razón por la cual descartó «la elección normal» y seleccionó a Vaughn. Su versatilidad, realismo y las diferentes facetas mostradas en Swingers, The Cell, Old School y Hasta el último hombre influenciaron la decisión de Zahler, como también su altura e imponente presencia. Previo a la filmación, Vaughn hizo entrenamiento con pesas y utilizó su experiencia en boxeo y lucha libre para filmar las escenas de acción, que, en sus palabras, estuvieron rodadas «de un modo similar a las secuencias tradicionales de películas de lucha de Hong Kong». Brawl in Cell Block 99 recibió comentarios positivos y los principales críticos cinematográficos, entre ellos Richard Roeper y Owen Gleiberman, elogiaron de forma unánime la actuación de Vaughn. Medios de prensa como Newsweek, Los Angeles Times y The A.V. Club, entre otros, incluyeron la película en sus listas de las mejores del año. Además, Vaughn fue candidato a mejor actor en los Premios Saturn de 2017.

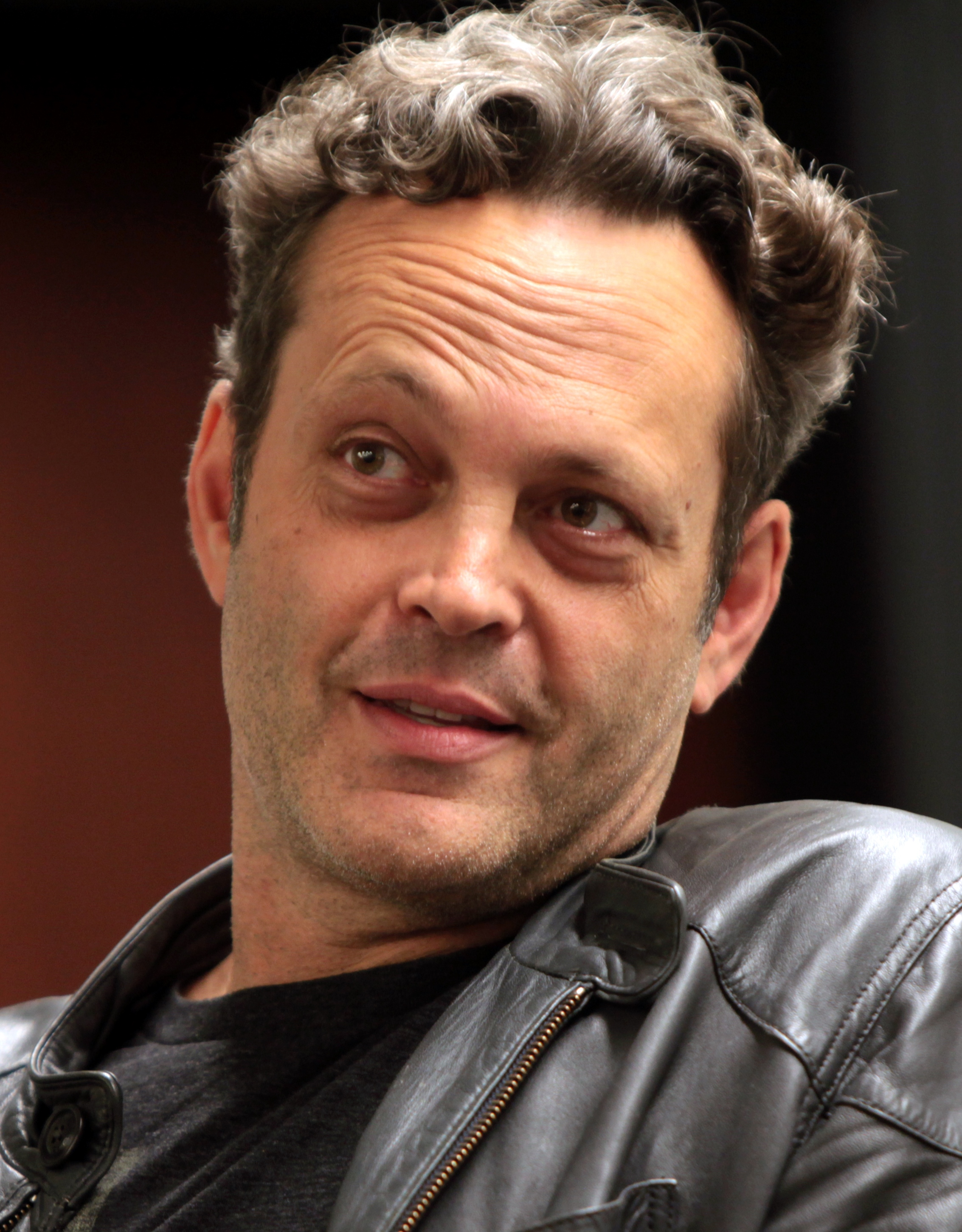
Vaughn en la convención de Young Americans for Liberty en la Universidad de California en Los Ángeles en 2015.

Zahler volvió a contar con Vaughn para su siguiente largometraje, Dragged Across Concrete, estrenado en el Festival de Venecia de 2018. Se trató de una película de crimen neo-noir acerca de dos detectives de la policía —interpretados por Mel Gibson y Vaughn— que son suspendidos por brutalidad policiaca y en una desesperada necesidad por obtener dinero, se ven envueltos en un robo realizado por un ladrón profesional. Armond White, de la revista National Review, afirmó que Dragged Across Concrete «transmite vívidamente el sentimiento de sufrimiento, amargura y lucha» y más tarde la nombró entre las veinte mejores películas de la década. Aunque la cinta recibió críticas positivas tras su proyección en Venecia, la distribuidora la proyectó solamente en treinta y cuatro cines y simultáneamente la lanzó bajo demanda. Asimismo, comenzó a ejercer funciones de productor ejecutivo y prestó su voz a uno de los personajes en la sitcom animada para adultos creada por el comediante Bill Burr, F is for Family.
A principios de 2019, hizo de un cazatalentos y entrenador de la WWE que contrata a la luchadora profesional británica Saraya «Paige» Bevis en la película biográfica Fighting with My Family. Dicho trabajo le valió buenos comentarios de la crítica cinematográfica, que destacó el humor que le aportó al personaje. David Fear, de la revista Rolling Stone, señaló que «su ritmo cómico agresivo y sarcástico no ha estado tan preciso desde Swingers», James Berardinelli, de ReelViews, consideró que «no había estado tan gacioso en mucho tiempo» y de igual manera, Dennis Harvey, de Variety, escribió que su papel fue «hecho a la medida de su cáustico estilo cómico». Algunas de las películas estrenadas durante este período se colocaron entre las mejores reseñadas de su filmografía. Al año siguiente, volvió a obtener la aprobación de los críticos por su retrato de un misterioso capo de la droga llamado «Frog» en la película neo-noir Arkansas, ambientada en el sur de Estados Unidos. En su reseña para The Austin Chronicle, Richard Whittaker valoró su desempeño y aseveró que «nadie como él se mete en la piel de personajes verdaderamente amorales». Ese mismo año, regresó al formato televisivo para interpretar a Freddy Funkhouser, un amigo del protagonista, en la décima temporada de la serie Curb Your Enthusiasm.
Aunque con resultados irregulares en la taquilla, la apreciación de sus actuaciones por parte de la crítica continuó siendo positiva. Volvió al cine cómico como secundario en The Binge (2020), participación que fue rescatada por algunos medios, que a su vez le concedieron una calificación mediocre o negativa al filme. Coprotagonizó con Kathryn Newton la comedia de terror Freaky (2020), que recibió buenas críticas, en la que interpretan a un asesino en serie y una adolescente que cambian de cuerpo. El actor admitió que, en un principio, se sintió inseguro con respecto al personaje, pero que quería participar de un proyecto donde «los pies no pueden tocar el fondo». La respuesta de los críticos ante su actuación como una tímida chica de secundaria atrapada en el cuerpo de un sociópata fue ampliamente favorable, incluso fue considerado «el mejor trabajo de su carrera» por Benjamin Lee, de The Guardian, y el escritor Stephen King expresó que merecía una candidatura al Óscar. Vaughn obtuvo el reconocimiento al mejor actor en una película de terror en los Critics' Choice Super Awards de 2021.

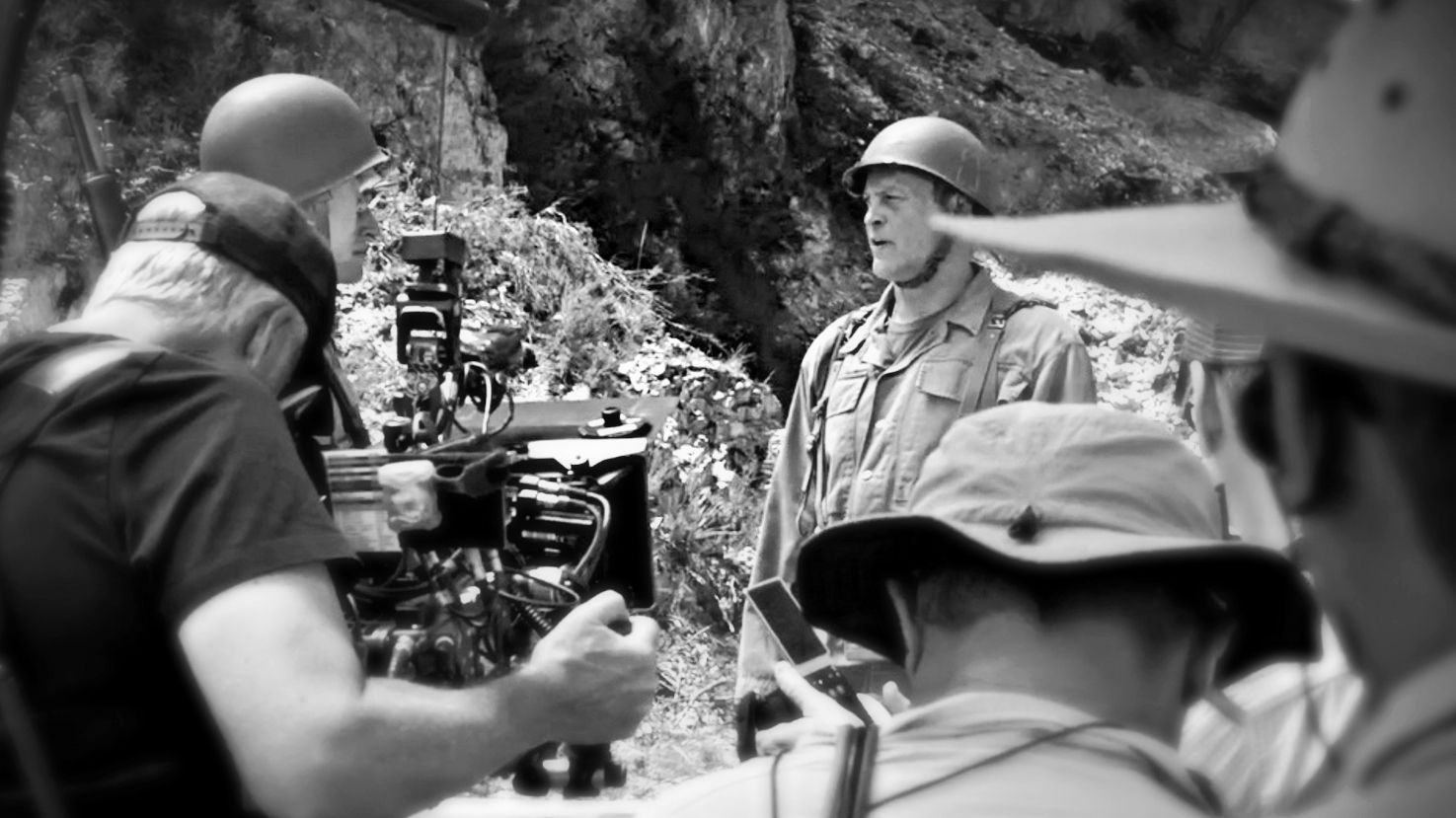
Vaughn en el set de Hasta el último hombre durante el rodaje en 2015.

De acuerdo con la revista Variety, Vaughn «encarna a la perfección al padre quisquilloso y de la vieja escuela» del protagonista en la comedia dramática North Hollywood (2021), sobre un joven que debe decidir entre elegir el futuro que quiere su padre o seguir su sueño de convertirse en skater profesional. Más tarde ese año llegó a los cines Queenpins, basada en la historia real de la mayor estafa de falsificación de cupones en la historia de Estados Unidos. La comedia, que contó con Ben Stiller como productor ejecutivo y Vaughn como parte del elenco, cosechó reseñas mixtas y fue una decepción en taquilla al recaudar solo 1,2 millones de dólares. Parte de la crítica resaltó la química en pantalla de Vaughn y Paul Walter Hauser, cuyos personajes se encargan de investigar el fraude. Al igual que en previos trabajos, comenzando por Hasta el último hombre, el actor se distanció de los roles «antiautoritarios» del pasado para asumir personajes de tono más moderado y figuras de autoridad como en el caso de Queenpins. En 2022, produjo con Peter Billingsley la comedia navideña A Christmas Story Christmas, ambientada en los años 1970, secuela de A Christmas Story (1983). Poco antes de finalizado el año 2023, filmó un anuncio para el Super Bowl LVIII de la marca BetMGM.

### Regreso triunfal a la televisión y nuevos proyectos en cine (2024-presente)
La huelga de actores de 2023, sumado que se volvió «más selectivo» a la hora de seleccionar proyectos, retrasó el lanzamiento de sus siguientes trabajos en el cine y la televisión. Su aparición especial en la última temporada de Curb Your Enthusiasm revitalizó la serie a tal punto que los productores consideraron la idea de desarrollar una serie derivada de su personaje, Freddy Funkhouser. En agosto de 2024 se estrenó la serie de comedia dramática Bad Monkey, basada en la novela homónima. Además de producir la serie con Bill Lawrence, Vaughn interpreta al protagonista, Andrew Yancy, un exdetective de Miami devenido en inspector de restaurantes. Bad Monkey fue un éxito sorpresa y alcanzó altos niveles de audiencia. Los críticos valoraron positivamente la serie en general y la actuación de Vaughn en particular. Diversos medios señalaron que Yancy representaba el perfil «perfecto» para el actor, mientras que otros consideraron que marcaba «un nuevo capítulo» de su carrera y su «renacimiento» profesional. Además, sus compañeros de reparto expresaron admiración por su destreza para la improvisación y el humor, y Lawrence subrayó su capacidad para enriquecer la dinámica del elenco.
Su siguiente proyecto cinematográfico fue como protagonista de la comedia Nonnas, estrenada en mayo de 2025, marcando su regreso al cine tras su última aparición en Queenpins (2021). Una vez estrenada, Nonnas se volvió un fenómeno en streaming y alcanzó el primer puesto del ranking de visualizaciones de Netflix. Además, se espera su participación en el drama Easy's Waltz y la comedia de acción Mike & Nick & Nick & Alice, donde también desempeñará papeles protagónicos.

## Características como actor

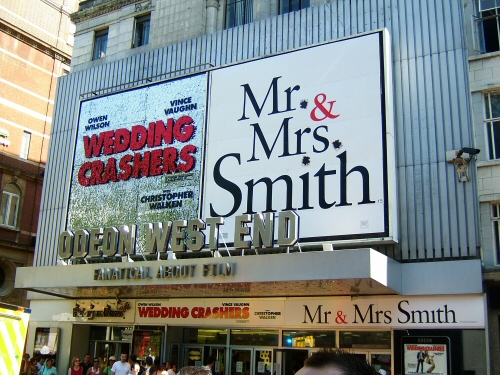
Vaughn actuó en los filmes Wedding Crashers y Sr. y Sra. Smith, como actor principal y secundario respectivamente, ambos éxitos de taquilla estrenados en 2005. Hacia 2022, ocupaba en puesto número diez de los actores de comedia más taquilleros de de Estados Unidos, con una recaudación total de 966 453 807 dólares.

Aunque su trayectora no estuvo exenta de roles dramáticos, llegó a la cima de su popularidad gracias a sus papeles en comedias. Múltiples medios de comunicación han descrito su humor como sardónico y el carácter de algunos de sus personajes como afable y de habla rápida. El periódico The Guardian se refirió a él como «un elemento básico de la comedia juvenil moderna». El crítico Dave Itzkoff, de The New York Times, resumió sus comedias más populares de la siguiente manera: «La historia de un tipo sarcástico aunque afable, con una sonrisa de satisfacción y patillas inmaculadas, que se gana a los chicos y chicas con sus respuestas sabihondas y aprende algunas lecciones de vida en el camino, posiblemente después de encontrar el amor verdadero o de ser bombardeado con pelotas de dodgeball». En opinión de Nick Schager, de Slant Magazine, «si Vince Vaughn no está siendo sarcástico y malhablado, probablemente no esté alcanzando su potencial cómico».
Matt Patches, de Esquire, destacó la «habilidad con las palabras» del actor y afirmó que «toma los "diálogos" y les da una voz molesta y percusiva. En Vaughn, Hollywood encontró su hablador favorito». Jeff Otto, del sitio IGN, consideró que tiene la capacidad de hacer que «incluso las frases más mundanas sean ingeniosas, geniales y divertidas». En un artículo de 2014 de la revista NME, Dan Brightmore escribió que, aunque su papel de «sarcástico aspirante a tipo listo» en «comedias de fórmula» ya resulte gastado, una década atrás cambió las reglas del juego con comedias de clasificación R como Wedding Crashers. David Denby, de The New Yorker, observó que por la «variedad de cínicos» que interpretó después de Swingers, los directores aprovecharon su «reticencia emocional» y sus personajes se volvieron los «hombres menos confiables del cine» desde Bill Murray. Roger Ebert distinguió su faceta «repugnante» y afirmó que es capaz de transmitirla «mejor que cualquier otro». En 2013, la crítica Karen Kemmerle, de Tribeca Film, reivindicó su versatilidad como actor y nombró a los filmes A Cool, Dry Place, The Cell, Clay Pigeons, The Locusts y Return to Paradise como ejemplos notables de sus roles dramáticos.
Su estilo de actuación se basa principalmente en la improvisación. El actor declaró que ha tomado elementos de «todos los diferentes tipos de filosofías de actuación», incluyendo la «actuación de método». Ha manifestado su preferencia por las historias basadas en personajes y ha mencionado que los «personajes defectuosos» le resultan «más sinceros ante la vida», citando como ejemplo actuaciones de Walter Matthau, Clint Eastwood, Jack Nicholson y Robert Duvall. El creador de True Detective, Nic Pizzolatto, dijo: «Veo ecos de Robert Mitchum y James Garner en el tipo de personajes que representa». Pizzolatto seleccionó a Vaughn para un papel dramático en un momento en que el actor era reconocido por sus personajes cómicos. Al respecto, Pizzolatto comentó: «Realmente no se pueden juzgar las habilidades de un actor por su carrera, porque el negocio encasillará a las personas en cualquier cosa que genere ganancias». Además añadió: «El atractivo de Vince fue que, dentro de un gran naturalismo, puede transmitir una feroz inteligencia, emociones complejas y una calidez real unida a una fuerza, vulnerabilidad, peligro y humor. Hay contradicciones esenciales en su trabajo que lo hacen fascinante de observar». El actor Bradley Cooper aseguró que presenciar el método de trabajo de Vaughn en el set de Wedding Crashers cambió su carrera para siempre. Cooper quedó «sorprendido» al ver que «estaba dispuesto a intentar cualquier cosa» sin miedo a fallar. Fue una gran influencia para Zach Braff, quien ha reconocido el impacto de su papel en Swingers en su estilo como actor, mientras que Michelle Monaghan mencionó que Vaughn «vive para la improvisación».

## Vida personal

### Relaciones y familia
Vaughn ha tenido relaciones sentimentales con Ashley Judd, Joey Lauren Adams y Janeane Garofalo. En una entrevista de 2005, el actor dijo que tuvo pocas relaciones de larga duración y admitió que daba prioridad a su carrera por sobre las relaciones sentimentales o sexuales. Durante la filmación de The Break-Up en 2005 conoció a Jennifer Aniston y en septiembre de ese año algunos medios revelaron que los actores mantenían una relación. En mayo de 2006, Vaughn desmintió los rumores de una posible boda con la actriz y la posibilidad a corto plazo de tener hijos. En octubre de ese año, Aniston negó rumores de que la pareja se había disuelto y Vaughn presentó una demanda contra tres medios escritos —New York Post, Daily Mirror y The Sun— acusándolos de afirmar falsamente que le había sido infiel. La pareja se separó en diciembre de 2006, aunque continuaron siendo amigos. Dos años después de finalizada la relación, Aniston se refirió a él como un «desfibrilador» y añadió que le «devolvió a la vida», tras su divorcio de Brad Pitt. Por su parte, Vaughn tuvo palabras de elogio para su expareja, pero recordó que nunca disfrutó «el lado paparazzi» de la relación y que pasó «la mayor parte de esa época buscando maneras de no llamar la atención».
En marzo de 2009, se informó que estaba comprometido con la agente inmobiliaria canadiense Kyla Weber, nueve años menor que él, a quien conoció en una boda en Los Ángeles en 2008, a través de un amigo en común. En una entrevista en octubre de ese año, el actor manifestó que sus deseos de ser padre se habían incrementado. Se casó el 2 de enero de 2010, en una ceremonia a la que asistieron alrededor de sesenta y cinco personas llevada a cabo en la histórica Armor House en Lake Forest Academy en Lake Forest (Illinois). El matrimonio tiene dos hijos: Locklyn Kyla Vaughn (nacida en 2010) y Vernon Lindsay Vaughn (nacido en 2013). Cuando sus hijos eran pequeños, el matrimonio se mudó a Chicago para evitar la exposición a los paparazzi y más adelante se trasladó a Manhattan Beach (California).
Vaughn tiene una relación cercana con sus padres y hermanas, con quienes además ha compartido su trabajo en el cine. Su padre, Vernon, hizo cameos en Swingers y The Break-Up, mientras que su madre, Sharon, también apareció en The Break-Up. Su hermana Victoria fue productora ejecutiva de su documental Wild West Comedy Show (2006), y de Couples Retreat (2009) y The Dilemma (2011), mientras que su otra hermana, Valeri, dirigió Art of Conflict (2012), otro documental que él produjo.

### Ideas políticas y religión
Vaughn se ha definido como «más conservador que no» y ha descrito sus ideas políticas como libertarias. Sin ser adepto a los partidos tradicionales, ni a ningún partido en particular, al único candidato que ha apoyado es al libertario Ron Paul. El actor ha declarado estar de acuerdo con la mayoría de las ideas de Paul, incluyendo las expuestas en su libro Eliminar la Fed. Apoyó a Paul en las elecciones primarias del Partido Republicano de 2008 y 2012. También ha expresado respeto por las ideas del candidato Rand Paul, aunque no manifestó oficialmente respaldo por su candidatura.
Durante una conferencia para la Young Americans for Liberty en la Universidad de California en Los Ángeles en 2015, demostró su apoyo a Edward Snowden y cuestionó el Sistema de la Reserva Federal al considerar que «no es sostenible». Además, se pronunció a favor de la portación de armas, criticó el intervencionismo militar estadounidense y se mostró contrario a la «discriminación positiva», y explicó que «los derechos no te llegan porque seas hombre o mujer o afroestadounidense, europeo o judío. Y ciertamente no creo que el gobierno federal deba involucrarse en decidir cosas o repartir dinero en función de factores como estos». Vaughn citó El manantial de Ayn Rand y La autobiografía de Benjamin Franklin de Benjamin Franklin como sus libros predilectos.
Acerca de sus ideas y posición política, alejada de la tendencia en Hollywood, Vaughn opinó que «puede haber una especie de prejuicio contra las personas que no están de acuerdo con lo que es popular», sin embargo, puede «estar en desacuerdo con la gente pero no permitir que eso sea el centro de cada conversación». Aunque también reveló que disfruta de debatir con sus compañeros de profesión. El periodista y editor ejecutivo de The Hollywood Reporter, Stephen Galloway, reconoció en un artículo de su autoría que podría existir una falta de libertad de expresión en Hollywood para quienes, como Vaughn, tienen ideas políticas diferentes a la tendencia dominante de izquierda. El sitio web TheRichest conjeturó que las ideas del actor no lo ayudaron en su carrera.
En 2001 se definió como «un católico que no va a la Iglesia». En otra entrevista en 2015, dijo que cree y tiene fe en Dios, pero no es religioso y cuestiona a la Iglesia, más precisamente a la figura del papa, por tratarse de alguien que sugiere «lo que es y lo que no es».

### Controversias
En abril de 2001, fue arrestado luego de una pelea en un bar en Wilmington (Carolina del Norte), durante la cual el actor Steve Buscemi fue apuñalado. Vaughn fue arrestado por agresión en el incidente, pero luego se retiraron los cargos. Un juez dictaminó que se le prohibiese la entrada a bares del centro de Wilmington al guionista Scott Rosenberg y a Vaughn, además de asistir a sesiones de asesoramiento sobre alcoholismo, pagar los costos judiciales y una fianza de 250 dólares. El ciudadano de la localidad que provocó el incidente, Timothy William Fogerty, fue acusado de asalto con un arma mortal con la intención de matar y sentenciado a veinticinco meses de prisión; después de cumplir 180 días tras las rejas, se le ordenó pasar tres años en libertad condicional supervisada. En otro incidente que transcurrió en marzo de 2003, afuera del hotel donde había estado celebrando su cumpleaños, Vaughn recibió un comentario racista y un golpe por parte de un hombre que seguidamente se dio a la fuga.
El 10 de junio de 2018, fue arrestado bajo sospecha de conducir en estado de ebriedad y resistirse al arresto en Manhattan Beach (California), después de fallar una prueba de sobriedad en un puesto de control policial. En mayo de 2019, después de que se declaró inocente, fue declarado culpable de un cargo reducido de conducción imprudente y sentenciado a tres años de libertad condicional. Se le ordenó someterse a un programa de tres meses de abuso de alcohol.
A raíz de un video de treinta segundos grabado durante un partido de fútbol americano que se hizo público en enero de 2020, donde se lo podía ver intercambiando palabras con el entonces presidente estadoundiense Donald Trump y la primera dama Melania Trump, el actor recibió críticas en las redes sociales y algunos usuarios de izquierda exigieron que fuese «cancelado». Vaughn aclaró que en el mismo evento también saludó al demócrata James Carville, opinó que el hecho se exageró por un «pequeño porcentaje que hace ruido al respecto» y defendió la libertad de expresión.

### Deportes
A principios de 2016, comenzó a entrenar jiu-jitsu brasileño en la Academia Gracie en Torrance (California) y recibió su cinturón azul en febrero de 2018. Al haber crecido en Chicago, es seguidor de los equipos deportivos de esa ciudad, especialmente del equipo de béisbol Chicago Cubs. Durante un partido de la Serie Mundial de 2016, cantó desde la tribuna la canción tradicional «Take Me Out to the Ball Game». Tras el histórico triunfo de los Chicago Cubs en la Serie Mundial, Vaughn narró un documental sobre la campaña del equipo que se editó en DVD y Blu-ray. También es aficionado del equipo de hockey sobre hielo Chicago Blackhawks y del equipo de fútbol americano Chicago Bears. Su amplio interés por los deportes lo llevó también a ser presentador de las 500 Millas de Daytona de 2015. En 2022, con los exjugadores de fútbol americano de la NFL Ryan Kalil y Greg Olsen, fundó la compañía Audiorama, dedicada a la producción de podcasts. En 2024 se dio a conocer que había adquirido el equipo de pickleball profesional Coachella Valley Scorpions.
En 2021, participó en la Serie Mundial de Póquer, primero anunciando la mesa final del evento principal, y luego se midió contra otros participantes en el torneo Poker Hall of Fame Bounty. Se colocó una recompensa de diez mil dólares «por la cabeza de Vaughn» para el jugador que lo eliminara del torneo. En la siguiente edición de la Serie Mundial ofició de maestro de ceremonias. El mismo año, se transmitió una serie de partidas de Vaughn contra los campeones mundiales Phil Hellmuth, Joe Cada y Koray Aldemir. El actor logró vencer a Aldemir, campeón mundial en 2021. En una entrevista en 2005, mencionó ser un «apostador» y que su padre le enseñó a jugar a las cartas a temprana edad; comenzó a jugar al blackjack a la edad de cuatro años.
En febrero de 2025, participó como entrenador honorario del equipo rojo en Skate for LA Strong, un evento benéfico organizado por Los Angeles Kings para recaudar fondos para las víctimas de los incendios en el sur de California. El equipo rojo, dirigido por Vaughn y Cobie Smulders, ganó 9-0 en el torneo de hockey, que reunió a celebridades y exjugadores de la NHL.

### Trabajo filantrópico
Vaughn ha donado a varias organizaciones benéficas a lo largo de los años. Proveniente de una familia que ha servido en las Fuerzas Armadas, visitó a las tropas estadounidenses en Irak y Afganistán. Ha organizado espectáculos de comedia en vivo en beneficio para Army Emergency Relief, una organización sin ánimo de lucro dedicada a proporcionar subvenciones, préstamos sin intereses, becas y ayudar a los soldados y a sus familias en dificultades financieras. En 2003, apareció con Ben Stiller en un corto titulado «Let's Go Voting!», como parte de una campaña de la organización apartidista Declare Yourself, destinado a estudiantes de secundaria, para promover la emisión de votos y mostrándoles cómo registrarse para votar. En 2007, partició de una gala para recaudar fondos para Fulfillment Fund, que provee asistencia a niños económicamente desfavorecidos a través de programas especiales de tutoría y educación. En 2009, partició de la campaña «Read for the Record» de Jumpstart, leyendo libros para niños.
Ha aparecido en eventos para recaudar fondos para Motion Picture and Television Fund, la fundación «Exploring the Arts» de Tony Bennett y jugó al póquer en el evento «Four Kings and an Ace» de 2016, organizado por el World Poker Tour, en beneficio de Mending Kids International. En 2010, formó parte de la grabación de la canción «We Are the World 25 for Haiti». El John Wayne Cancer Institute reconoció a Vaughn en 2017 con el Premio Humanitario «True Grit» por «encarnar los valores estadounidenses característicos de John Wayne». Una responsable de la organización explicó que Vaughn fue seleccionado por «su generosidad, compromiso y apoyo al personal militar de los Estados Unidos». Durante el confinamiento por la pandemia de COVID-19 acompañó a otros padres en una manifestación para reabrir escuelas en Manhattan Beach (California) en noviembre de 2020. En 2021 participó como instructor en el Chicago Summer Stories, un taller de cine para jóvenes.

## Filmografía
Vaughn ha aparecido en más de cincuenta producciones cinematográficas desde 1991. Según el sitio agregador de reseñas Rotten Tomatoes y el sitio web de información y entretenimiento Screen Rant, sus películas mejor recibidas por la crítica cinematográfica son Swingers (1996), Return to Paradise (1998), Made (2001), Dodgeball: A True Underdog Story (2004), Thumbsucker (2005), Wedding Crashers (2005), Into the Wild (2007), Hasta el último hombre (2016), Brawl in Cell Block 99 (2017), Dragged Across Concrete (2018) y Fighting with My Family (2019). De acuerdo con el sitio web The Numbers, sus filmes de mayor éxito comercial son The Lost World: Jurassic Park (1997), Sr. y Sra. Smith (2005), Wedding Crashers (2005), The Break-Up (2006) y Couples Retreat (2009). Entre sus proyectos televisivos se incluyen las series True Detective (2015) de HBO y Bad Monkey (2024) de Apple TV+.
Además de actuar, se ha desempeñado como productor o productor ejecutivo en filmes como Made (2001), The Break-Up (2006) y The Internship (2013), o series de televisión como F is for Family (2015-2021). Al mismo tiempo, desarrolló el tratamiento de The Break-Up y escribió los guiones de Couples Retreat (2009), The Internship (2013) y Christmas with the Campbells (2022).

## Premios y nominaciones
| Año  | Título                           | Organización                               | Categoría | Resultado | Ref.            |
| ---- | -------------------------------- | ------------------------------------------ | --- | --------- | --------------- |
| 2001 | The Cell                         | Blockbuster Entertainment Awards           | Actor favorito - Ciencia ficción                                                                                       | Candidato | [ 385 ] [ 386 ] |
| 2003 | Old School                       | MTV Movie & TV Awards                      | Mejor dúo en pantalla (con Will Ferrell y Luke Wilson)                                                                 | Candidato | [ 387 ]         |
| 2005 | —                                | Golden Schmoes Award                       | Celebridad favorita del año                                                                                            | Candidato | [ 388 ]         |
| 2005 | Dodgeball: A True Underdog Story | MTV Movie & TV Awards                      | Mejor dúo en pantalla (con Christine Taylor, Justin Long, Alan Tudyk, Stephen Root, Joel David Moore y Chris Williams) | Candidato | [ 389 ]         |
| 2005 | Be Cool                          | Teen Choice Awards                         | Mejor villano | Candidato | [ 390 ]         |
| 2006 | Wedding Crashers                 | MTV Movie & TV Awards                      | Mejor actuación cómica                                                                                                 | Candidato | [ 391 ]         |
| 2006 | Wedding Crashers                 | MTV Movie & TV Awards                      | Mejor dúo en pantalla (con Owen Wilson)                                                                                | Ganador   | [ 8 ]           |
| 2006 | Wedding Crashers                 | Premios People's Choice                    | Emparejamiento favorito en pantalla (con Owen Wilson)                                                                  | Ganador   | [ 9 ]           |
| 2006 | —                                | ShoWest Convention Award                   | Estrella de la comedia del año                                                                                         | Ganador   | [ 392 ]         |
| 2006 | The Break-Up                     | Teen Choice Awards                         | Mejor actor - Comedia                                                                                                  | Candidato | [ 393 ]         |
| 2006 | The Break-Up                     | Teen Choice Awards                         | Mejor química (con Jennifer Aniston)                                                                                   | Ganador   | [ 394 ]         |
| 2007 | The Break-Up                     | Premios People's Choice                    | Protagonista favorito                                                                                                  | Ganador   | [ 10 ]          |
| 2007 | The Break-Up                     | Premios People's Choice                    | Emparejamiento favorito en pantalla (con Jennifer Aniston)                                                             | Candidato | [ 395 ]         |
| 2008 | Into the Wild                    | Gold Derby Award                           | Mejor reparto | Candidato | [ 396 ]         |
| 2008 | Into the Wild                    | Premios del Sindicato de Actores           | Mejor reparto | Candidato | [ 397 ]         |
| 2010 | Couples Retreat                  | Premios People's Choice                    | Estrella de la comedia del año                                                                                         | Candidato | [ 398 ]         |
| 2010 | Couples Retreat                  | Teen Choice Awards                         | Premio Hissy Fit | Candidato | [ 399 ]         |
| 2010 | —                                | Teen Choice Awards                         | Premio Activist | Ganador   | [ 400 ]         |
| 2012 | —                                | Denver Film Festival                       | John Cassavetes Award                                                                                                  | Ganador   | [ 401 ]         |
| 2013 | The Internship                   | Premios CinemaCon                          | Dúo cómico del año (con Owen Wilson)                                                                                   | Ganador   | [ 402 ]         |
| 2017 | Hasta el último hombre           | Australian Film Critics Association Awards | Mejor actor de reparto                                                                                                 | Candidato | [ 403 ]         |
| 2017 | Swingers                         | Vintage Film Awards                        | Mejor actuación vintage de un actor                                                                                    | Candidato | [ 404 ]         |
| 2018 | Brawl in Cell Block 99           | Premios Saturn                             | Mejor actor | Candidato | [ 7 ]           |
| 2021 | Freaky                           | Critics' Choice Super Awards               | Mejor actor en una película de terror                                                                                  | Ganador   | [ 405 ]         |
| 2021 | Freaky                           | MTV Movie & TV Awards                      | Actuación más aterrorizante                                                                                            | Candidato | [ 406 ]         |
| 2021 | Freaky                           | Fangoria Chainsaw Awards                   | Mejor actuación protagónica                                                                                            | Candidato | [ 407 ]         |
| 2024 | —                                | Festival de Cine de Turín                  | Premio Stella Della Mole                                                                                               | Ganador   | [ 408 ]         |
| 2025 | Nonnas                           | Premios Emmy de Artes Creativas            | Mejor telefilme | Pendiente | [ 409 ]         |

Otros reconocimientos
- Introducción al paseo de la fama del Grauman's Chinese Theatre, 4 de marzo de 2015.[410]
- Premio Humanitario «True Grit» del John Wayne Cancer Institute, 2017.[377]
- Medalla al Servicio Público Meritorio del Ejército de los Estados Unidos, 2019.[411]
- Introducción al paseo de la fama de Hollywood, 12 de agosto de 2024.[412]